# Efeito Barkhausen

Magnetização (J) ou densidade de fluxo (B) da curvatura como função da intensidade do campo magnético (H) em um material ferromagnético. A inserção mostra saltos do efeito Barkhausen.

Domínio de movimento da parede com um "salto" Barkhausen.

O efeito Barkhausen é um fenômeno que se caracteriza por uma mudança em passos descontínuos da magnetização de um material ferromagnético que se encontra exposto a um campo magnético, o qual varia de maneira contínua.

## Descoberta
O efeito foi descrito em 1919 pelo engenheiro eletrônico alemão Heinrich Barkhausen quando se observou o aumentou gradativo e contínuo do campo magnético de um material ferromagnético.